# Emilio Rocha Grande
Emilio Rocha Grande O.F.M. (Madrid, 8 de maio de 1958) é um frei franciscano e prelado espanhol da Igreja Católica, atual arcebispo de Tânger, no Marrocos.

## Vida
Emilio Rocha Grande entrou na ordem franciscana e emitiu a profissão perpétua em 18 de setembro de 1982. Em 16 de fevereiro de 1991, recebeu o Sacramento da Ordem .
Formou-se em teologia e pastoral vocacional e licenciou-se na Pontifícia Universidade Antonianum. Dentro da comunidade religiosa atuou, entre outras coisas, como professor, guardião e responsável pelos postulantes e professos temporários. Várias vezes foi Definidor Provincial e Visitador Geral das províncias religiosas de Cartagena e Múrcia e da província de Santiago de Compostela. Em 25 de fevereiro de 2022 foi nomeado administrador apostólico da vaga Arquidiocese de Tânger.
O Papa Francisco o nomeou arcebispo de Tânger em 7 de fevereiro de 2023. Recebeu a ordenação episcopal em 25 de março de 2023, na Catedral de Tânger, do cardeal Cristóbal López Romero, S.D.B., arcebispo de Rabat, coadjuvado por Vito Rallo, núncio apostólico no Marrocos e por Santiago Agrelo Martínez, O.F.M., seu antecessor.